# Compagnie des chemins de fer de Nancy à Vézelise
La Compagnie des chemins de fer de Nancy à Vézelise est une compagnie ferroviaire de la  deuxième moitié du XIXe siècle, rétrocessionnaire de la ligne d'intérêt local de Nancy à Vézelise, concédée en 1868 à MM. Welche, Lenglet et Hatzfeld.

## Histoire
La ligne concédée à cette compagnie fut :
1. en 1868, la ligne de Nancy à Vézelise, avec embranchements vers le canal de la Marne au Rhin, vers les hauts-fourneaux de Jarville, vers les mines de Vandœuvre et vers la brasserie de Tantonville (33 km)[1].

La ligne construite par la Compagnie de Nancy à Vézelise était à voie normale unique ; elle fut ouverte en 1872. Quelques mois avant son ouverture, son exploitation fut confiée à la Compagnie des chemins de fer de l'Est.
Le prolongement de la ligne vers Mirecourt, au sud, fut concédé à la Société du chemin de fer de Vézelise à Mirecourt en 1874. Avant son ouverture, l'ensemble des deux tronçons est rétrocédé en 1875 à la Compagnie de l'Est.